# Heinrich Graf von Hardenberg
Bernhard Heinrich Ernst Günther Graf von Hardenberg (* 5. August 1902 in Stremlow, Vorpommern; † 16. April 1980 in München) war ein deutscher Diplomat.

## Leben
Graf Hardenberg begann an der Georg-August-Universität in Göttingen Rechtswissenschaft zu studieren. Von Ostern 1922 bis Michaelis 1923 war er im Corps Saxonia Göttingen aktiv, in dem er sich als Senior auszeichnete. Als Inaktiver wechselte er an die Ludwig-Maximilians-Universität München und die Preußische Universität zu Greifswald. Seit 1926 Referendar, heiratete er 1928 Alice-Louise du Pasquier. Nachdem er 1930 die zweite juristische Staatsprüfung bestanden hatte, war er Gerichtsassessor und Hilfsrichter. Graf von Hardenberg trat zum 1. Mai 1933 der NSDAP bei (Mitgliedsnummer 2.587.251). 1936 trat er in den Auswärtigen Dienst ein. Bis 1939 war er als Legationssekretär in Kaunas tätig, danach bis 1944 bei der Gesandtschaft in Bukarest, danach im Auswärtigen Amt in Berlin. 
Nach einer kurzen Zeit als Oberregierungsrat im Bundesfinanzministerium kehrte er 1951 in den Auswärtigen Dienst zurück und wurde zunächst in Belgrad verwendet. 1953 wurde er zum Botschaftsrat ernannt. Ab März 1954 leitete er im Auswärtigen Amt in Bonn als Vortragender Legationsrat 1. Klasse das UNESCO-Referat. Von 1959 bis 1967 war er Botschafter in Costa Rica.